# Hutchinson (azienda)
Hutchinson SA è una società multinazionale francese che si occupa di progettare e fabbricare prodotti dalla trasformazione dei polimeri, acciai speciali e materiali innovativi. I principali settori di competenza sono industria automobilistica, aerospaziale, petrolchimica ed energetica.
Hutchinson è di piena proprietà del gruppo TotalEnergies ed è membro della associazione europea dei fornitori automobilistici, la CLEPA.
La società focalizza la propria progettazione e produzione in quattro macro prodotti:
- pneumatici;
- sistemi di tenuta di precisione;
- isolamento acustico, termico e dalle vibrazioni;
- gestione dei fluidi.

## Identità
| Dipendenti (2016)       | più di 39 000               |
| Fatturato (2016)        | 4 miliardi €                |
| Investimenti del gruppo | 109 milioni €               |
| Investimenti in R&S     | 195 milioni €               |
| Presenza sul territorio | 98 stabilimenti in 23 paesi |

## Mercato
Hutchinson SA nel 2011 (Rubber & Plastics News) è stata il secondo produttore al mondo di prodotti in gomma.
| Vendite | Azienda                      | Stato                 |
| ------- | ---------------------------- | --------------------- |
| 1       | Continental AG               | Germania              |
| 2       | Hutchinson SA                | Francia               |
| 3       | Trelleborg AB                | Svezia                |
| 4       | Freudenberg Gruppe           | Germania              |
| 5       | Bridgestone Corp             | Giappone              |
| 6       | NOK Inc.                     | Giappone              |
| 7       | Tokai Rubber Industries Ltd. | Giappone              |
| 8       | Pinafore Holdings B.V.       | Regno Unito           |
| 9       | Cooper-Standard Automotive   | Stati Uniti d'America |
| 10      | Parker Hannifin Corp.        | Stati Uniti d'America |

## Storia

### Fine del XIX secolo: dalla scarpa al pneumatico
- Nel 1853: l'ingegnere americano Hiram Hutchinson incontrò a Parigi il connazionale Charles Goodyear e da lui ottenne il brevetto esclusivo Goodyear e fondò l'azienda che porta il suo nome. Ha creato la sua azienda a Langlee, città di Châlette-sur-Loing, nei pressi di Montargis, mentre la sede legale della società si trovava a Faubourg Poissonnière a Parigi.
- Nel 1860  il terzo impianto della compagnia per la produzione di gomma morbida viene aperto a Mannheim, in Germania, per rifornire i mercati dell'Europa centrale.
- Nel 1890: inizia la produzione di pneumatici per biciclette.

### 1900-1920 la gomma utilizzata per tutto: Hutchinson diversifica
- Nel 1903 inizia la produzione di pneumatii per automobili con l'installazione di un nuovo stabilimento. Hutchinson produce pneumatici per biciclette monofilamento (Rondine). Infine, lo stesso Hutchinson si propone per offrire il proprio tessuto in gomma per il rivestito di aeroplani e dirigibili.
- Nel 1918: la sede viene trasferita sugli Champs-Élysées a Parigi.
- Nel 1920: Hutchinson aumenta la sua produzione diversificando in dieci settori: calzature, abbigliamento e tessuti, automotive, moto, biciclette, camion, palloncini, tacchi, soluzioni tecniche.

### 1930-1960
- 1932: inventa la prima spugna artificiale, che prenderà in futuro il nome di Spontex.
- 1936: vengono fabbricate le prime sospensioni elastiche per motori aeronautici. Aumentano le richieste e quindi la produzione di prodotti antivibranti in gomma nei settori automobilistico e ferroviario, nonché per l'isolamento acustico degli edifici.

### 1970-1980: verso una dimensione globale
- Nel 1973: Hutchinson e Mapa (azienda produttrice di guanti) si fondono, Jean-Felix Paulsen cede Paulstra a Hutchinson Mapa (che a partire dal 1981 si chiamerà esclusivamente Hutchinson).
- Nel 1974: la società TOTAL SA acquisisce le quote di maggioranza di Hutchinson. La nuova azienda impiega 13.500 persone distribuite in 26 siti produttivi. Il Gruppo Hutchinson mette le basi sui principali mercati emergenti: automotive, industria e servizi pubblici.
- Nel 1986: Hutchinson acquisisce due importanti aziende: "Le Joint français" (caoutchouc) e "Corduroy Rubber Compagny" (specializzata nei componenti antivibranti per l'automotive) e inizia l'internazionalizzazione di Hutchinson.
- Nel 1989: è ufficiale l'arrivo sul mercato di Spontex.

### 1990-2013: esperienza in salita
Negli anni novanta per incrementare il bagaglio tecnico aziendale acquista diverse società nel settore Automotive e Aerospace: Vibrachoc, Desmarquoy e Caoutchoucs Modernes (Francia), Fayette Tubular Products, National O’Ring, Stillman, Legeland, Rødgård (USA), Vincke (Spagna, Portugal), Parets & Intecsa (Spagna), Ertec (Argentina), Parmagan (Regno Unito, Malta), Cestari (Brasile), Iacesa (Messico).
A partire dal 1998 inoltre l'azienda adotta una politica di diversificazione, acquisendo società internazionali nel settore dell'ingegneria aerospaziale e nel settore petrolchimico: Espa (1998), JPR (1999), Barry Controls (2000), Techlam (2005), Jehier (2006), Strativer (2008), Kaefer e Keumah (2011), Gasket International SpA (2013), Mark (2013), Composite Industrie (2016).
Nel 2013 la società riunisce tutte le società del gruppo sotto un unico marchio, progettando un nuovo logo, una nuova firma, e la definizione dei cinque "valori Hutchinson".